# بلکورت (داکوتای شمالی)
بلکورت(به انگلیسی: Belcourt) شهری در ایالت داکوتای شمالی کشور ایالات متحده آمریکا است که جمعیت آن در سرشماری سال ۲۰۱۰ میلادی، ۲٬۰۷۸ نفر بوده‌است.